# Bitterballen

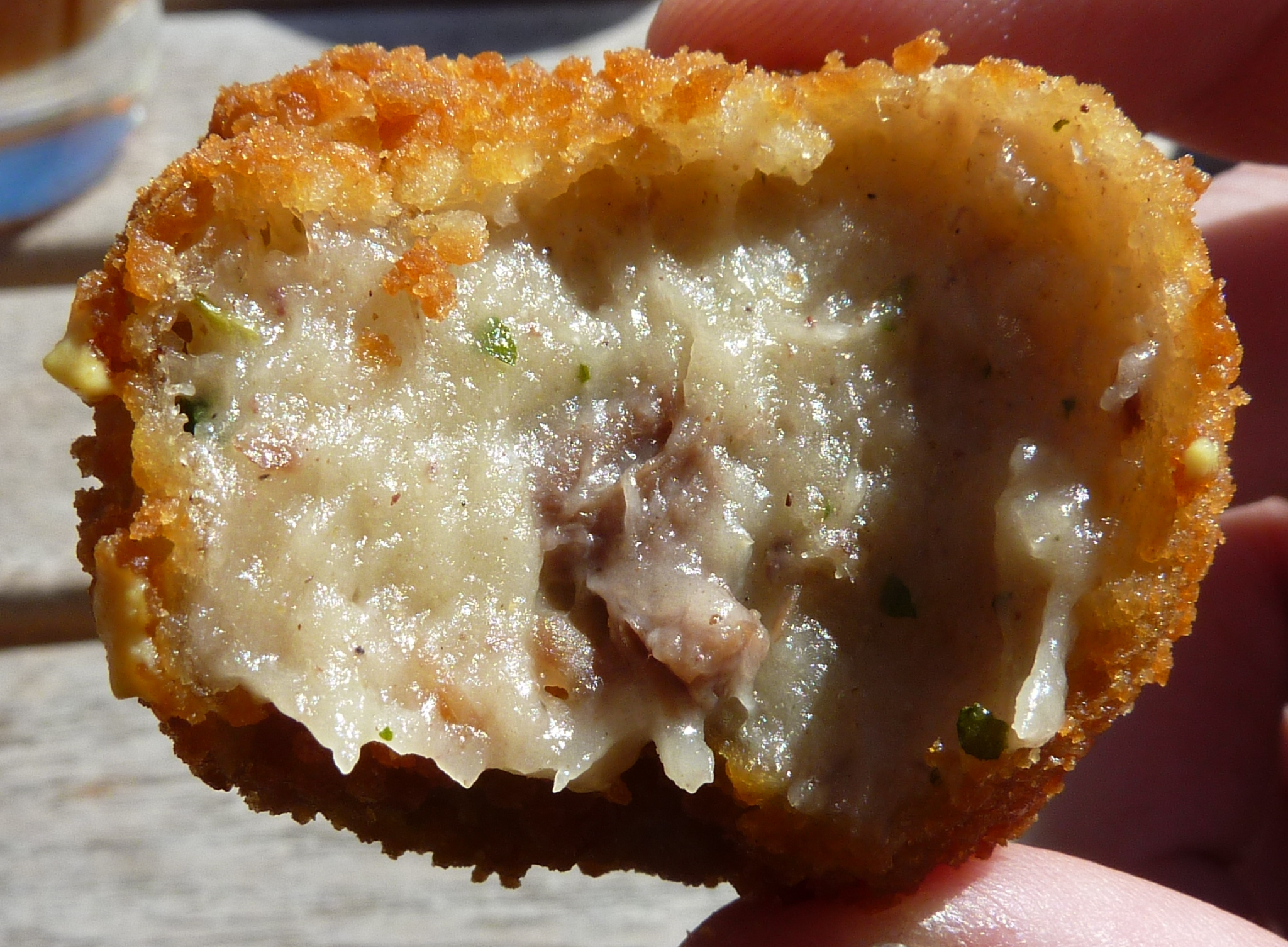
Un bitterbal, montrant le roux à l'intérieur.

Les bitterballen (pluriel de bitterbal) à Bruxelles bitter balletjes sont un snack néerlandais et belge à base de viande, contenant en général un mélange de viande de bœuf ou de veau (émincée ou hachée), bouillon de bœuf, beurre, farine pour épaissir, persil, sel et poivre, résultant en un roux épais. La plupart des recettes comprennent de la noix de muscade et parfois de la poudre de curry ou des légumes finement hachés tels que la carotte,,. Les ingrédients sont mélangés et cuits, puis réfrigérés. Une fois ferme, la farce est roulée en boules d'environ 3 à 4 cm de diamètre, puis plongée dans un mélange de chapelure et d'œufs et frite. Ils sont généralement servis dans un ramequin avec un petit bol de moutarde. Ils sont consommés au Suriname, aux Antilles néerlandaises, aux Pays-Bas, en Belgique et dans une certaine mesure en Indonésie.
Les bitterballen sont très similaires aux kroketten (pluriel de kroket), seule la forme les distingue. Ils tirent leur nom de la liqueur apéritive amer (bitter en néerlandais) et sont communément servis dans le cadre d'un bittergarnituur : une sélection de snacks salés accompagnant des boissons, au pub ou dans des réceptions.